# إسحاق بن كنداج
إسحاق بن كُنداج الخزري أو كنداجيق، كان قائدًا عسكريًا تركيًا لعب دورًا بارزًا في السياسة المضطربة للخلافة العباسية في أواخر القرن التاسع. كان ناشطًا في البداية في العراق في أوائل السبعينات من القرن الثامن عشر، وتم تعيينه حاكمًا للموصل في الجزيرة (أعالي بلاد ما بين النهرين، في شمال العراق الحديث) في 879/80. حكم الموصل وجزءًا كبيرًا من الجزيرة بشكل شبه مستمر حتى وفاته عام 891، على الرغم من مشاركته في مشاجرات مستمرة مع زعماء محليين، وكذلك في تنافس الحكومة العباسية مع الطولونيين في مصر. بعد وفاته خلفه ابنه محمد، ولكن في عام 892 أعادت الحكومة العباسية بقيادة الخليفة أحمد المعتضد بالله تأكيد سلطتها في المنطقة، وذهب محمد للعمل في بلاط الخلافة.

## حياته
ذُكر إسحاق بن كنداج لأول مرة في روايات الطبري وابن الأثير عام 873، أثناء الحملات العباسية لقمع تمرد الزنج. تم تكليفه بإمساك البصرة ضد متمردي الزنج، وقطع الإمدادات عنهم. في عام 878-879، قام جنبًا إلى جنب مع كبار الجنرالات الأتراك الآخرين (موسى بن عتاميش، الفضل بن موسى بن بوغا، يانغاجور بن أرخوز) بتأمين الوصي الموفق، الحاكم الفعلي للخلافة، الاعتراف بقوتهم ومكانتهم كقادة عسكريين رئيسيين للخلافة.

### الاستيلاء على الموصل

خريطة الجزيرة الفراتية (بلاد الرافدين العليا)

مع القوة التي حصل عليها، وجه ابن كنداج نظره عام 879 إلى الموصل في الجزيرة (فيما يعرف الآن بشمال العراق)، وهي منطقة ابتُليت بالمنافسات بين زعماء القبائل العربية -بشكل أساسي مختلف القادة التغليبيين، الذين خلفوا بعضهم البعض كحكام للموصل- وتمرد الخوارج المستمر. ونجح ابن كنداج في هزيمة والي الموصل علي بن داود والاستيلاء على المدينة. بالنسبة للقبائل العربية المحلية من تغلب وبكر، الذين اعتادوا على استقلال ذاتي واسع عن الدولة المركزية خلال "الفوضى في سامراء"، كان ظهور ابن كنداج واحتلاله للموصل تدخلاً غير مقبول. هزم ابن كنداج إسحاق بن أيوب، واستولى على معقل الأخير من نصيبين، لكن ابن أيوب ناشد عيسى بن الشيخ الشيباني وهو بآمد عميد وأبو المعز بن موسى بن زرارة بأرزن. استعد التحالف لضرب ابن كنداج، لكن وصول مبعوثين من بغداد يؤكدون توليه منصب والي الموصل وديار ربيعة وأرمينيا أجبرهم على التراجع والموافقة على دفع جزية قدرها 200 ألف دينار ذهبي.
لكن سرعان ما تم إصلاح التحالف، المكون من إسحاق بن أيوب وعيسى بن الشيح وأبو المغرة وحمدان بن حمدون "وقبائل ربيعة وتغلب وبكر واليمن المرتبطة بهم"، بحسب الطبري. وحقق إسحاق انتصاراً حاسماً عليهم في أيار 881، ملاحقة فلولهم إلى نصيبين ووسط. العديد من القادة المهزومين، بمن فيهم حمدان بن حمدون، الذين استمروا في معارضته، ذهبوا الآن فوق المتمردين الخوارج.

### القبض على الخليفة المعتمد
في عام 882، حاول الخليفة المعتمد الهروب من سيطرة شقيقه الموفق وأجرى اتصالات مع أحمد بن طولون، القائد التركي القوي الذي كان يسيطر على مصر وسوريا وأجزاء من جنوب شرق الجزيرة أيضًا. على الرغم من اعترافه اسميًا بالسيادة العباسية، كان ابن طولون حاكماً ذاتيًا ومنافسًا للموفق. وثقتًا في تعهد ابن طولون بالمساعدة، غادر الخليفة، برفقة عدد قليل من المساعدين الموثوق بهم، العاصمة سامراء وتوجهوا إلى الجزيرة، على أمل العبور من هناك إلى الأراضي الطولونية. ابن كنداج، الذي كان قد تلقى بالفعل رسائل من الموفق يأمر بالقبض على الخليفة وأتباعه، قدم نفسه في البداية على أنه متعاطف مع محنة الخليفة ومستعد لمساعدتهم، ولكن في لحظة مناسبة استولى على الخليفة ورجاله، رمي الأخير بالسلاسل. بعد لوم الخليفة على تخليه عن أخيه الذي كان يكافح لإنقاذ السلالة والإمبراطورية، أعاد حزب الخلافة إلى سامراء. ابن كنداج على مكافأة كبيرة على هذا: لم يقتصر الأمر على مصادرة ممتلكات رفاق الخليفة ومنحها له، ولكن بعد أربعة أيام من تسليم سجنائه إلى سامراء، في 22 يناير 883، تم تسليمه. لُقِّبَ ابن كنداج بذي السيفين، تلاه فيما بعد هدايا أكثر ثراءً ووجبات غداء مع عظماء البلاط العباسي. وبناءً على إصرار الموفق، أُجبر الخليفة الضعيف الآن على إصدار أمر بشتم اسم ابن طولون علنًا من المساجد، مع منح جميع مكاتب هذا الأخير لابن كنداج. كان هذا يعني القليل من الناحية العملية، حيث لم تمتلك الخلافة العباسية ولا ابن كنداج القوة لانتزاع أراضي ابن طولون منه، ولكن، جنبًا إلى جنب مع تعيينه لقيادة الحرس الخاص للخليفة، فقد جعل ابن كنداج واحدًا اسميًا. من أقوى رجال الخلافة.

### حروب مع الطولونيين وابن أبي الصاج

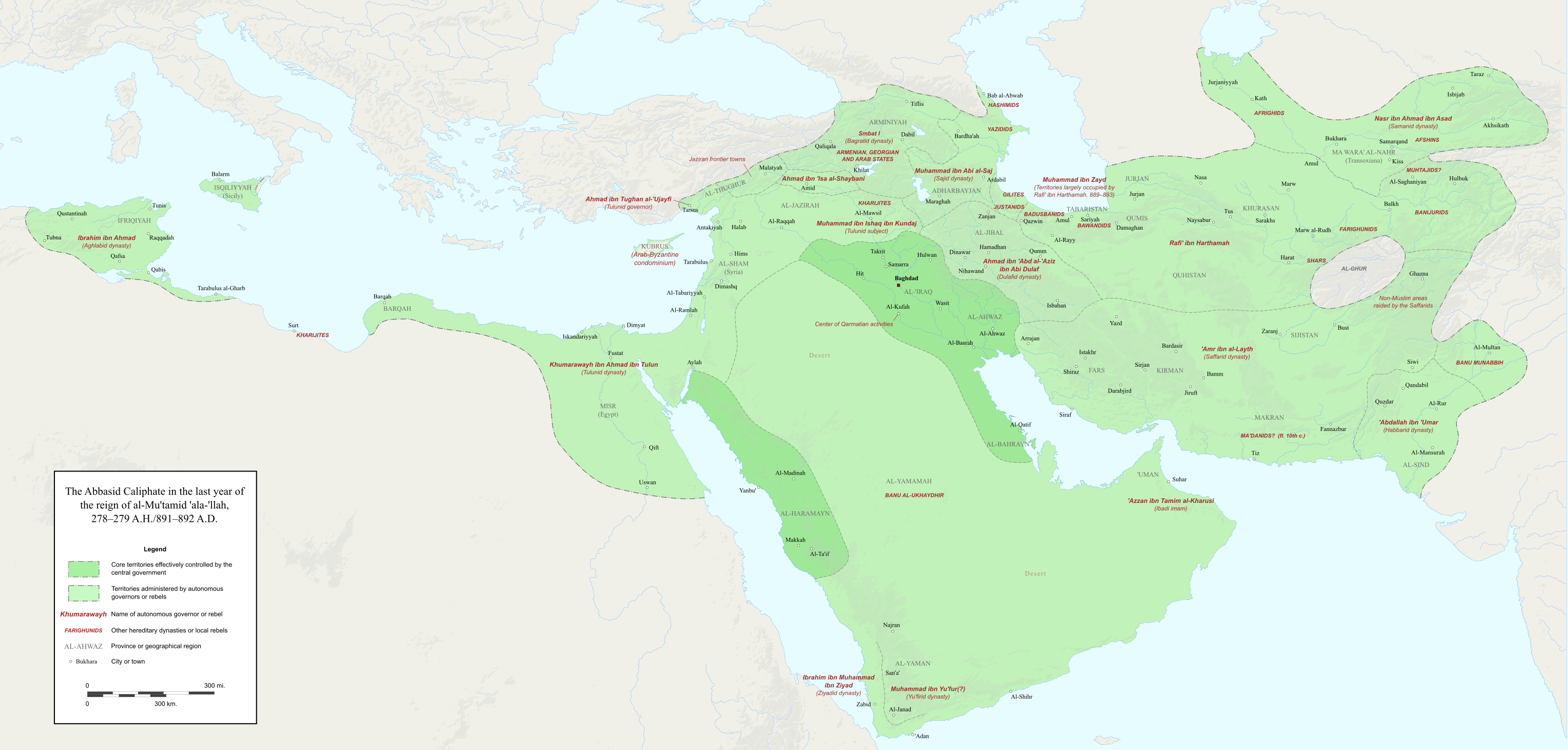
خريطة للإمبراطورية العباسية المجزأة، مع المناطق التي لا تزال تحت السيطرة المباشرة للدولة المركزية العباسية (خضراء داكنة) وتحت حكام مستقلين (أخضر فاتح) ملتزمون بالسيادة العباسية الاسمية،

بدا أن وفاة ابن طولون عام 884 كانت بمثابة فرصة للاستيلاء على بعض أراضيه في سوريا من ابنه ووريثه عديم الخبرة خمارويه. تحالف ابن كنداج مع الجنرال العباسي ابن أبو الصاج، وحصل على إذن وبعض القوات من الموفق. اشتبك ابن كنداج مع حاكم الرقة الطولوني في أبريل 884، وبعد فترة وجيزة، انشق حاكم دمشق الطولوني، وجلب معه أنطاكية وحلب وحمص. رد خمارويه بإرسال قوات إلى سوريا، والتي سرعان ما نجحت في استعادة المدن المفقودة، قبل أن يستقر الطرفان في أماكن الشتاء. في الربيع، وصل نجل الموفق، أبو العباس أحمد (الخليفة المستقبلي المعتمد ) لتولي زمام الأمور. انتصر أحمد وابن كنداج على الطولونيين، الذين أُعيدوا إلى فلسطين (توضيح)، لكن تشاجر أحمد مع ابن كنداج وابن أبو الصاج، اللذين رحلوا مع قواتهم، وفي معركة المطاحن في 6 أبريل، جنرال الخومارويه سعد. العيسر هزم الجيش العباسي. هذا إيذانا بنهاية التحالف بين ابن كنداج وابن أبو الصاج: تحول الأخير الآن إلى خومارويه، وأقنعه بغزو الجزيرة. بمساعدة مصرية، عبر ابن أبو الصاج نهر الفرات، وهزم قوات ابن كنداج في عدد من المعارك في 886-887، وأجبره على الاعتراف بالسيطرة الطولونية. أصبحت الجزيرة بأكملها الآن مقاطعة طولونية، وهي حقيقة اعترفت بها الخلافة العباسية في معاهدة في ديسمبر 886 أكدت وجود خمارويه في ممتلكاته القديمة والجديدة.
ظل ابن كنداج والي الموصل تحت السلطة الطولونية. في 887/8 حاول التمرد لكنه هُزم. على الرغم من أنه أعاد الاعتراف بالسيادة الطولونية، فقد تم تجريده الآن من الموصل لصالح ابن أبو الصاج. ركز ابن كنداج اهتمامه الآن على هزيمة خصمه، وسرعان ما تمكن من الحصول على دعم ودعم خمارويه: في 888-889، كان ابن كنداج، على رأس الجيش الطولوني، هو الذي هزم وأطاح بن أبو آل- صاج الذي هرب إلى الموفق. عاد ابن كنداج الآن إلى منصبه القديم في الموصل، والذي احتفظ به حتى وفاته عام 891. وخلفه ابنه محمد. سرعان ما خسر الأخير الموصل وبقية مناطقه في الجزيرة للعباسيين الصاعدين تحت حكم المعتدد. بعد إقامة قصيرة في البلاط الطولوني، دخل الخدمة العباسية وترقى ليصبح لواءًا متميزًا في جيش الخلافة.